# Aragorn
Aragorn er en figur fra J. R. R. Tolkiens fiktive univers om Ringenes Herre, i hvilken han spiller en stor rolle. Han er et menneske, men nedstammer fra en slægt af elvere, hvorfor han lever længere end andre mennesker, nærmere bestemt 208 år. I Peter Jacksons verdensberømte filmatisering af trilogien om Ringenes Herre spilles Aragorn af dansk-amerikaneren Viggo Mortensen.

## Forhistorie
Aragorn blev ifølge Tolkien født den 1. marts i år 2931 i den Tredje Alder, og er således 87-88 år gammel, da hændelserne fra Ringenes Herre-trilogien foregår. Hans høje alder er mulig, da han er efterkommer af halv-elveren Elros Tar-Minyatur, som er tvillingebror til Elrond. Aragorn er søn af Arathorn 2. og dennes kone Gilraen, og opkaldt efter en af sine forfædre, hvorfor hans egentlige navn er Aragorn 2. Han nedstammer også fra den gamle kongeslægt, som blev brudt da kong Eärnur red ind i byen Minas Morgul, som var blevet overtaget af Heksekongen, og forsvandt. Derefter blev Gondor regeret af marsker. Hans far Arathorn, der var Dúnedainernes høvding, som også var opkaldt efter en forfader, blev dræbt af orker allerede i 2933, da Aragorn kun var to år gammel. Gilraen valgte derfor at overlade Aragorn i Elronds varetægt i elvernes by og fæstning kaldet Kløvedal. Gilraen døde hundrede år gammel i 3007. Som værende den eneste retmæssige arvtager til tronen over landene Gondor og Arnor, ville mange sandsynligvis have ønsket Aragorn død, hvorfor hans sande identitet blev holdt hemmelig for ham. Ydermere blev hans navn ændret til Estel. Først i en alder af tyve år, blev Aragorn informeret om sin sande identitet, og han fik foræret sværdet Narsil, som havde tilhørt hans forfader og konge Elendil, og som var knækket under Den sidste alliances krig. Omkring denne alder mødte Aragorn desuden Elronds datter Arwen, som hidtil havde boet i sin moder Celebríans hjemland, Lórien. De to blev hurtigt forelsket i hinanden.
Derpå drog Aragorn af sted fra Kløvedal, og blev Dúnedainernes høvding, et spredt folk fra nord der blev kaldt de Rejsende, som var efterkommere af de mennesker, der havde levet i Arnor mens det endnu var et kongerige. I en alder af femogtyve år mødte Aragorn troldmanden Gandalf den Grå, og de blev snart nære venner. Gandalf rådede ham og hans mænd til at patruljere Herredet, og beskytte befolkningen bestående af hobbitter, som ikke var specielt kampdygtige. Aragorn accepterede og efterlevede rådet, men holdt det skjult for befolkningen, og blev siden kendt som Traver. Frem til år 2980 foretog Aragorn mange rejser for kong Thengel af landet Rohan og Ecthelion 2., marsk af Gondor. Han forblev dog camoufleret fra sin sande identitet, og gik under navnet Thorongil. I 2980 ledte han en eskadre skibe til sejr mod oprørerne i havnebyen Umbar. Senere på året besøgte han Lórien og mødte atter Arwen. De afslørede deres kærlighed til hinanden, og Arwen accepterede konsekvensen at Aragorn som menneske om ikke andet ville dø af alderdom, mens hun som elver skulle leve frem til dommedag, medmindre hun blev slået ihjel. Elrond accepterede imidlertid ikke forlovelsen, på grund af denne konsekvens, og sagde, at de først kunne blive gift, når Aragorn en dag ville afsløre sin sande identitet for omverdenen, og lade sig krone til konge over Gondor og Arnor.
Aragorn foretog siden en rejse til dværgenes by Moria, som nærmere er nogle enorme minegange under nogle bjerge i bjergkæden Tågebjergene. Dernæst rejste han til landet Harad, hvor – som han selv sagde – stjernerne er underlige. Tolkien gjorde det ikke klart, hvornår disse rejser præcis blev foretaget. Gandalf, som befandt sig i Herredet, blev efterhånden bekymret for hobbitten Bilbo Sækker, som for nogle år tilbage havde fundet en ring, som senere viste sig at være selveste Den Ene Ring, som havde tilhørt den onde fyrst Sauron. For at finde ud af mere om ringen, sendte Gandalf Aragorn af sted for at finde væsenet Gollum, som ringen engang havde tilhørt. Aragorn fandt ham i Dødemarsken, og bragte ham til landet Dunkelskov, hvor elverkongen Thranduil regerede. Her blev Gollum udspurgt af Gandalf, men flygtede senere, da landet blev angrebet af orker.

## Aragorn i Ringenes Herre
I Tolkiens trilogi om Ringenes Herre, samt i Peter Jacksons filmatisering af denne og i de to animerede versioner fra 1978 og 1980, hører man om Aragorn tidligt i Eventyret om Ringen. Han møder Frodo Sækker, Samvis Gammegod, Meriadoc Brændebuk og Peregrin Toker på kroen Den Stejlende Pony i landsbyen Bri, og hjælper dem med at undslippe Nazgûlerne, De Sorte Riddere, som jagter Frodo for at få fat på ringen, og bringe den til Sauron i landet Mordor. Efter at Frodo er blevet hårdt såret af en Nazgûl på Vindhøj, møder Aragorn Glorfindel, som ridder den besvimede Frodo til Kløvedal, hvor han helbredes af Elrond. I Kløvedal bliver der afholdt et møde om hvad der skal ske med ringen, og Frodo tilbyder at bringe den til Mordor, og kaste den i vulkanen Dommedagsbjergets flammer, som er det eneste sted, ringen kan destrueres. Blandt de, som beslutter at følge ham, er Aragorn. Førend de rejser, bliver Narsil smedet om, og kommer derefter til at hedde Anduril.
Efter at have forladt Kløvedal vælger Ringens broderskab, som det kaldes, at krydse Tågebjergene via Højpasset. På vejen bliver de dog observeret af Crebain, den onde troldmand Sarumans spionfugle, og Saruman forhindrer dem i at krydse bjergene, ved at lade et lyn slå ned i en tinde og starte et sneskred. Derpå beslutter broderskabet at vandre gennem Morias miner i stedet. I minerne bliver de dog forfulgt af en balrog, og under et forsøg på at afskære balroggen vejen, falder både balroggen og Gandalf ned i dybet og synes begge døde. Derefter bliver Aragorn leder af broderskabet. Han leder dem gennem elverlandet Lórien og videre ned af den store flod Anduin. Da de når Rauros-vandfaldene kan de ikke fortsætte af floden, og lander derfor ved bredden for at fortsætte til fods. På daværende tidspunkt er det Aragorns hensigt, at de skal tage til Gondor for at samle styrker, som kan besejre Sauron. Imidlertid bliver de på bakken Amon Hen nær floden angrebet af Uruk-haier, sendt ud af Saruman. En af broderskabets deltagere, mennesket Boromir, som er søn af den pågældende marsk af Gondor, bliver dræbt, og Meriadoc alias Merry og Peregrin alias Pippin bliver taget til fange. Frodo og Samvis alias Sam beslutter at fortsætte på egen hånd, og forlader broderskabet. Derefter beslutter Aragorn, elveren Legolas og dværgen Gimli at forfølge Uruk-haierne for at redde Merry og Pippin.
De forfølger dem længe, indtil de i Rohan møder Éomer og hans Rohirrim, og spørger om de har set Uruk-haierne og de to hobbitter. Éomer fortæller, at de natten før havde angrebet og besejret Uruk-haierne, og ikke havde lagt mærke til, om der var nogen hobbitter imellem. Spor leder dog Aragorn til den tro, at hobbitterne stadig er i live, og at de er løbet ind i den berygtede Fangorn-skov, hvor træerne efter sigende kunne tale og bevæge sig. De finder ikke hobbitterne, men i stedet Gandalf, som nu er blevet Gandalf den Hvide. Han er blevet sendt tilbage fra landet Valinor, hvor de døde havner, for at bekæmpe Sauron. Han fortæller Aragorn, Legolas og Gimli, at hobbitterne er i sikkerhed hos en af de talende træer, de såkaldte enter, som bar navnet Træskæg.
De fire rejser nu sammen til Rohans hovedstad Edoras, hvor Gandalf befrier kong Théoden, hvis sind er blevet fordærvet af Saruman. Rohan bliver desuden angrebet af vildmænd fra landet Dunland, som også er sendt ud af Saruman. For at bekæmpe Saruman rejser Théoden, Aragorn, Legolas, Gimli, Gandalf og Rohans kavaleri, kaldet Rohirrim, til fæstningen Hornborg. Her besejrer de Sarumans hær. Derefter rider Aragorn, Gandalf, Gimli og Legolas til Sarumans borg Isengard, som har været under angreb af Treebeard og hans enter. Aragorn bruger da en palantir (en form for krystalkugle, i hvilken man kan se hvad der sker omkring andre palantirer) til at afsløre sin identitet overfor Sauron, som tror, at Aragorn har ringen, og straks iværksætter et angreb mod Gondors hovedstad Minas Tirith. Théoden går med til at hjælpe Minas Tirith i kampen, og samler derfor en hær i De Hvide Bjerge. Aragorn, Gimli og Legolas følger her en sti ind gennem bjergene, og ankommer til et domæne fyldt med mennesker, som for flere tusind år siden blev forbandet af Isildur, idet de var kujoner da deres hjælp var nødvendig, og deres skæbne er derfor at forblive i Midgård, indtil de hjælper Gondors konge i kamp. De forbandede mænd går med til at hjælpe til i kampen, og de sejler derefter af sted. Da deres hjælp er allermest nødvendig, ankommer de til slagmarken, og besejrer Saurons hær.
Under kampen har Gondors marsk, Denethor, begået selvmord i den tro, at hans anden og nu eneste søn, Faramir, er omkommet i kamp. Théoden, Gandalf, Aragorn, Legolas og Gimli beslutter nu at angribe Mordor ved Den Sorte Port, for at aflede Saurons opmærksomhed, mens Frodo og Sam bringer ringen til Dommedagsbjerget og destruerer den. Det lykkes for dem, og da Frodo smider ringen ned i vulkanens krater dør Sauron. Derefter lader Aragorn sig krone til konge over Gondor og Arnor, og skifter navn til Elessar, et navn Galadriel, Lóriens dronning, havde givet ham. Kort efter gifter han sig med Arwen, og får med hende mindst to døtre samt sønnen Eldarion, som overtager tronen ved sin fars død i år 120 i Fjerde Alder. Således regerer Aragorn i 120 år og bliver 208 år gammel.
Aragorn bliver i Peter Jacksons filmatisering spillet af dansk-amerikaneren Viggo Mortensen. Her har han desuden en hest kaldet Brego, som ikke optræder i Tolkiens romaner. Hesten har ifølge Peter Jackson tilhørt kong Théodens nyligt afdøde søn, Théodred, og er opkaldt efter den anden konge af Rohan, som besteg tronen i år 2545 i Tredje Alder.

## Aragorn i andre sammenhænge
Tolkiens romaner om Ringenes Herre er udkommet i animerede udgaver to gange i henholdsvis 1978 og 1980. I den første fra 1978 af amerikaneren Ralph Bakshi lægger den engelske skuespiller John Hurt stemme til Aragorn. Denne udgave er den eneste, hvor Aragorn er portrætteret uden skæg. Dette skyldes en sætning fra bogen Efterladte historier, som indirekte fortæller, at Aragorn næppe kan have haft skæg på grund af sine elvergener. Tolkien fortæller nemlig, at elvere ikke får skæg. Dette stemmer dog ikke overens med en anden historie, i hvilken Tolkien beskriver elveren Círdan som havende skæg.
I den animerede version fra 1980 af Rankin/Bass Productions Inc. som imidlertid udelukkende omhandler hændelserne i tredje del af trilogien, Kongen vender tilbage, lægger Theodore Bikel stemme til Aragorn. Bikel var til audition som Auric Goldfinger[kilde mangler] i James Bond-filmen Goldfinger, men blev ikke castet.
Josh Beshears spillede Aragorn i et teaterstykke i byen Cincinnati i staten Ohio i 2003, som ligeledes udelukkende omhandlede tredje del af trilogien, Kongen Vender Tilbage. I 1999 blev anden del af trilogien, De to Tårne, fremført i Lifeline Theatre i Chicago, hvor Aragorn blev spillet af Robert McLean.
Desuden blev Ringenes Herre fremført ligeledes som teaterstykke i Toronto, Canada i 2006. Denne gang blev Aragorn spillet af Evan Buliung.
I BBC's radio-version fra 1981 lagde sir Robert Stephens stemme til Aragorn. Stephens er kendt for blandt andet rollen som Sherlock Holmes i Billy Wilders film The Private Life of Sherlock Holmes fra 1970.
Med hensyn til Peter Jacksons filmatisering fra 2001-2003 var det oprindeligt den irske skuespiller Stuart Townsend, som skulle have spillet rollen som Aragorn, men efter en måneds øvelse tog Viggo Mortensen over. Den irske skuespiller Daniel Day-Lewis blev tilbudt rollen, men sagde fra.

## Karakteristik
I Ringenes Herre - Eventyret om Ringen giver Tolkien en detaljeret beskrivelse af Aragorn. Her står, at han er høj og mager, og at har langt, filtret, sort hår med grå tjavser. Hans øjne er grå og hans ansigt blegt og barkst. I sine egne noter har Tolkien efter udgivelsen af sin trilogi om Ringenes Herre skrevet, at Aragorn var seks fod og seks tommer høj, hvilket svarer til en højde på 198,12 centimeter. Aragorn er utrolig dygtig med sværd og relativt dygtig med bue og pil. Det fremgår i bøgerne, at han efter Slaget på Pelennor-sletten var uskadt, selvom han havde kæmpet utrolig hårdt. Trods Aragorn var begavet med stort mod og stor visdom, kan det ikke benægtes, at han også besad tvivl om sine egne evner. Han beskyldte ofte sig selv for de uheldigheder, Ringens broderskab kom ud for. I Peter Jacksons filmatisering ønsker han heller ikke at tiltræde tronen, idet han nedstammer fra kongen Isildur, som lod sig friste af Den Ene Ring. Denne mistillid til sig selv fremgår imidlertid ikke i Tolkiens romaner.